# Єжи Камас
Єжи Камас (пол. Jerzy Kamas; 8 липня 1938, Лодзь — 23 серпня 2015, Варшава) — польський актор театру та кіно. Майстер дубляжу.

## Біографія
У 1961 році закінчив кіношколу в Лодзі. Дебютував на сцені 1 лютого 1957 року теж у Лодзі. З 1960 до 1964 року грав у Загальному театрі (Лодзь). У 1964—1967 роках — актор Театру імені Словацького у Кракові. У 1968—1971 роках — у Національному театрі (Варшава), у 1971—2015 роках — у столичному театрі Атенеум, де пропрацював 44 роки, до своєї смерті (2015).
Грав у спектаклях за творами Софокла, Шекспіра, Ю. Словацького, З. Красінського, Ф. Достоєвського, С. Виспянського, Б. Брехта, І. Бабеля та інших.
Знявся у близько 70 кіно-, телефільмах та серіалах.

## Вибрана фільмографія
- 1959 — Кафе «Мінога»
- 1960 — Хрестоносці — лицар з Щитно
- 1973 — Велика любов Бальзака — цар Микола I
- 1975 — Ночі та дні — Даніель Остшенський
- 1977—1978 — Лялька (телесеріал) — Станіслав Вокульський
- 1984 — Без кінця
- 1992 — Перстень з орлом у короні — полковник Правдич
- 1992 — Екстрадиція (телесеріал) — Зібертович, професор філософії, батько Камілі (1 серія)
- 1995 — Дама з камеліями — Жорж Дюваль, батько Армана
- 1995 — У добрі і в злі — — піаніст Кшиштоф Лейман
- 2010 — Розочка — президент ПЕН-клуба

Помер від раку. Похований на цвинтарі Старі Повонзки.

## Нагороди
- Золотий Хрест Заслуги (Польща) (1978)
- Медаль «40-річчя Народної Польщі» (1985)
- Кавалер Ордена Відродження Польщі (1988)
- Офіцер Ордена Відродження Польщі (2003)
- Золота Медаль «За заслуги в культурі Gloria Artis» (2011)